# Otak-otak

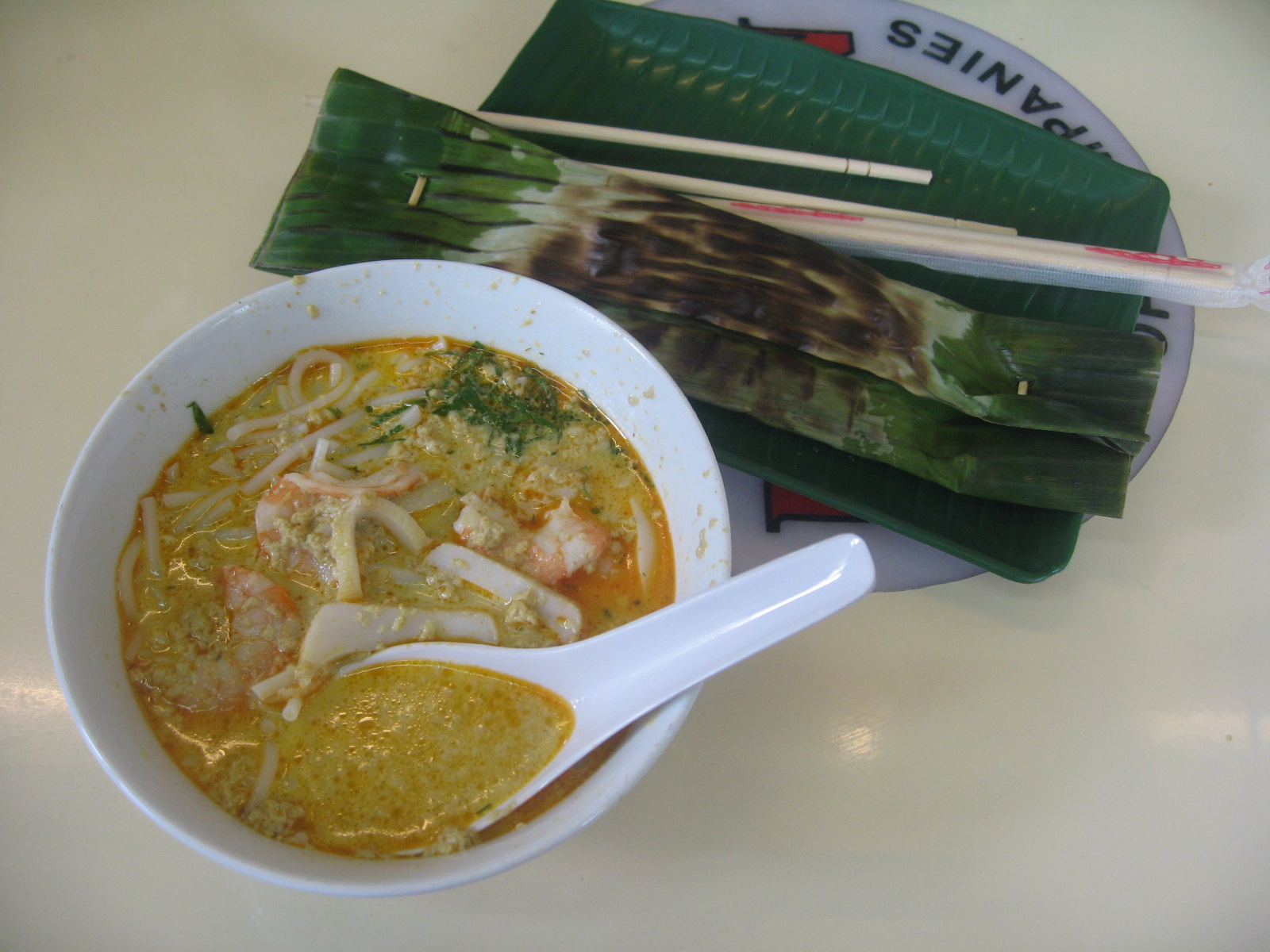

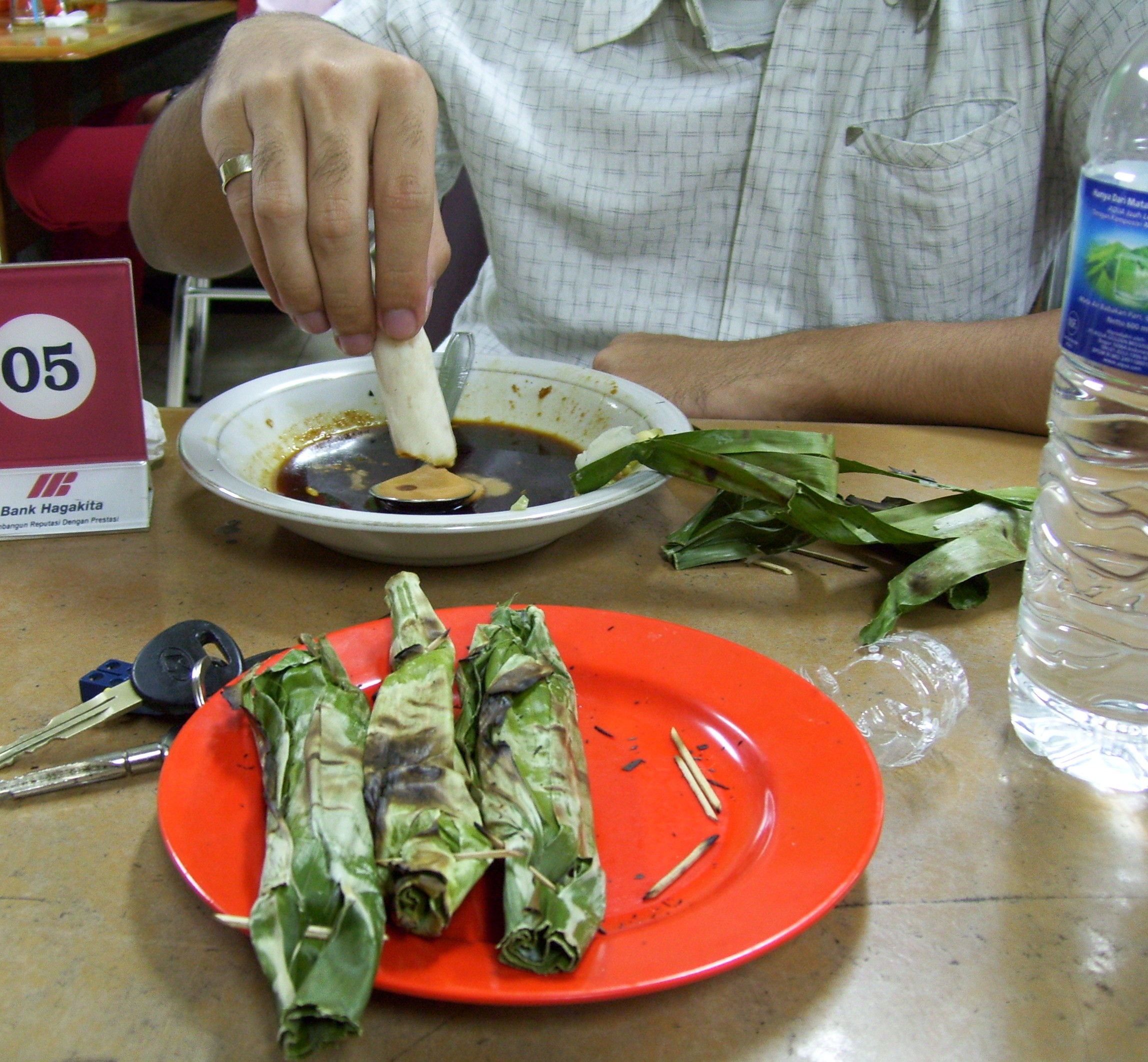

Otak-otak es una especie de pastel de pescado que se encuentra muy a menudo en Indonesia, Malasia y Singapur, aunque es originario de la cocina malaya. Es muy conocido en las poblaciones del sur de Malasia, sobre todo en la ciudad de Muar. Las gentes que van a Muar y que viven en sus alrededores, a menudo se acercan para probar el otak-otak que se cocina en grandes cantidades. Es conocido también como otah-otah, otah o otak en Singapur. Puede ser servido como un snack o con pan o arroz como parte de un almuerzo.

## Características
El Otak-otak se elabora con pasta de pescado mezclado y diverso (generalmente caballa) que incluye una mezcla de diversas especias que van desde el chillies, ajos, chalotas, cúrcuma, lemon grass y leche de coco. La mezcla se envuelve con una hoja de banana y se cuece al vapor o se asa a la parrilla.
De forma tradicional el otak-otak se ha elaborado con carne picada de pescado, a pesar de ello las versiones modernas de este plato emplean a menudo cangrejo o gambas. Otros tipos de otak-otak se incluyen en platos como el país ikan y el  satay que se hacen de pasta de pescado cocinado con hojas de banana.

## Trivia
La palabra otak significa en malayo cerebro y es por esta razón por la que se suelen hacer juegos de palabras acerca de su contenido.